# ハワード・ウィルキンソン・アウターブリッジ
ハワード・ウィルキンソン・アウターブリッジ（Howard Wilkinson Outerbridge、1886年6月29日 - 1976年3月26日）は、カナダ・メソヂスト教会の宣教師。関西学院大学学長（1947年-1951年）、同学院院長（第7代, 1954年から1956年6月まで）を歴任した。

## 人物・生涯
1886年6月29日に、カナダ・ノバスコシア州で生まれる。1907年に、 マウント・アリソン大学を卒業し、B.A.を取得。1909年にM.A.を取得。引き続き神学を専攻し、1910年にB.D. を取得する。
カナダ・メソヂスト教会が関西学院の経営に参画するのを機に、1910年に来日。東京で2年間、日本語を修業した後、1912年に関西学院に赴任する。ギリシア語、神学などを教える。1916年から1917年にかけて、コロンビア大学とユニオン神学校で学ぶ。1924年に、ユニオン神学校で再び学び、1925年5月にモントリオールの合同神学校から博士号を取得する。1936年6月、関西学院大学教員として文部大臣の認可を受ける。1939年3月、関西学院大学文学部兼専門部文学部長に就任する。しかし、第二次世界大戦による情勢悪化に伴い、間もなく辞任し、カナダに帰国することになる。1941年3月31日横浜港から帰国し、1947年3月31日に再び来日する。その間の6年間は、カナダで牧会を従事した。
1947年4月に再び関西学院に戻り、当時神崎驥一が兼職していた大学長の職に、就任する。その後、神学部学部長、同学院院長（1954年から1956年6月まで）の職についた。